# Arganza
Arganza è un comune spagnolo di 899 abitanti situato nella comunità autonoma di Castiglia e León.